# Georges Nicolas Hayek
Pour les articles homonymes, voir Hayek.
Georges Nicolas Hayek, dit Nick Hayek, né le 23 octobre 1954, est le président de la direction de Swatch Group et membre du conseil d'administration. C'est le fils de l'entrepreneur libano-suisse Nicolas Hayek.

## Biographie
Après deux années d'études commerciales à Saint-Gall (études non terminées), il effectue un stage dans la fonderie de son grand-père, puis suit des études de cinéma à Paris où il devient réalisateur. 
En 1996, il prend la direction de Swatch, puis, le 1 janvier 2003, il remplace son père à la direction générale du Swatch Group, alors que son père se maintient à la présidence du conseil d'administration du groupe. En mai 2010, il rejoint le conseil d'administration du groupe.

## Filmographie
- Monovergaste (les invités aux manœuvres), court métrage présenté au festival de Cannes de 1981, réalisation, scénario et dialogue de G. Nicolas Hayek, image de Joder Machaz, musique de Nicolos
- Family express, 1992